# Arcturosaccus kussakini
Arcturosaccus kussakini is een krabbezakjessoort uit de familie van de Duplorbidae. De wetenschappelijke naam van de soort is voor het eerst geldig gepubliceerd in 1992 door Rybakov & Høeg.